# Тханьхоа (провінція)
Тханьхоа (в'єт. Thanh Hóa) — провінція на півночі центральної частини В'єтнаму.
Розташована приблизно за 150 км на південь від Ханоя і за 1560 км на північ від Хошиміна. Адміністративний центр — однойменне місто Тханьхоа. Площа становить 11 133 км². Населення за даними перепису 2009 року — 3 400 595 жителів. Щільність населення — 305,42 осіб/км².

## Населення
У 2009 році населення провінції становило 3 400 595 осіб, з них 1 680 018 (49,40 %) чоловіки і 1 720 577 (50,60 %) жінки, 3 048 001 (89,63 %) сільські жителі і 352 594 (10,37 %) жителі міст.
Національній склад населення (за даними перепису 2009 року): в'єтнамці 2 801 321 особа (82,38 %), мионги 341 359 осіб (10,04 %), тхай 225 336 осіб (6,63 %), мяо 14 799 осіб (0,44 %), тхо 9 652 особи (0,28 %), яо 5 465 осіб (0,16 %), інші 2 663 особи (0,08 %).

## Пам'ятки
Приблизно за 16 км від столиці провінції знаходиться курортне місто Шамшон. А за 50 км на північний захід від Тханьхоа, у повіті Тхосуан, розташована фортеця Ламкінь (також звана Тейкінь — «Західна столиця»), пов'язана з життям короля Ле Тхай Те (Ле Лой), керівника повстання Ламшон у XV столітті.

## Відомі уродженці
- Фионг Тхань — в'єтнамська співачка.